# WCW: The Main Event
WCW: The Main Event è un videogioco sul wrestling professionistico, uscito nel 1994 su Game Boy, pubblicato da FCI; è stato il primo videogioco di wrestling ad avere nel roster Steve Austin.

## Modalità di gioco
Ogni lottatore ha la sua mossa finale insieme a pugni, clothesline, bodyslam, suplex, dropkick, e cross body block. Nel gioco è possibile anche scagliare l'avversario fuori dal ring e se i lottatori si trovano entrambi fuori dal ring non c'è nessun conteggio da parte dell'arbitro, ma se uno rientra nel ring l'arbitro inizierà a conteggiare.
Ci sono due tipi di match a disposizione: Si può scegliere tra match singolo e match ad eliminazione, nel quale si sfida ogni membro del roster.

## Roster
- Dustin Rhodes
- Johnny B. Badd
- Rick Rude
- Rick Steiner
- Ron Simmons
- Stunning Steve Austin
- Sting
- Big Van Vader